# Хаушка
Хаушка (нем. Hauschka), настоящее имя Фолькер Бертельман (нем. Volker Bertelmann) — немецкий музыкант, пианист-экспериментатор, композитор. Номинант на премию «Оскар» в категории «Лучший саундтрек» («Лев»). 
Обладатель премии «Оскар» 2023 года в категории «Лучший саундтрек» за музыку к фильму «На Западном фронте без перемен».

## Биография
Бертельман живёт в Дюссельдорфе, однако родом он из другого города — Ферндорфа (нем. Ferndorf, дословный перевод — «Далёкая деревня»). Один из альбомов музыканта посвящён его родному городу.
Бертельман создал свою первую рок-группу, когда ему было четырнадцать. Но после окончания школы он переехал в Кёльн, где сначала изучал медицину, а затем экономику бизнеса. Однако, вскоре Бертельман бросил и то, и другое, чтобы сосредоточиться на музыке.
В своих композициях Фолькер использует  подготовленное фортепиано. В корпус инструмента ввинчиваются шурупы, которые касаются некоторых струн, отчего те начинают скрипеть и дребезжать. Тем самым фортепиано приближается к ударному инструменту.
В 2008 году Хаушка вместе с исландской группой Múm провёл турне по восточному побережью США.

## Саундтреки
В 2016 году в сотрудничестве с Дастином О'Халлораном Бертельман работал над партитурой для фильма Гарта Дэвиса «Лев», вскоре номинированного на премии «Оскар», «Золотой глобус» и «BAFTA» в категории «Лучший саундтрек». С тех пор Бертельман написал музыку к многочисленным кино- и телепроектам («Во власти стихии» Балтазара Кормакура, мини-сериал «Порох» с Китом Харингтоном, мини-сериал «Патрик Мелроуз» с Бенедиктом Камбербэтчем, «Отель Мумбаи: Противостояние»).
В 2019 году вышел ряд проектов, над которыми Бертельман работал как композитор, в их числе драма «Невероятный мир глазами Энцо», сериал «Дублинские убийства» и мелодрама «Любовь между строк». В 2020 году на Showtime состоялась премьера мини-сериала «Ваша честь» c Брайаном Крэнстоном.
В 2021 году в российский прокат вышел фантастический триллер Джо Пенны «Дальний космос». Саундтрек к фильму сочинил Бертельман. А главную роль в картине исполнила Анна Кендрик.
В 2023 году за музыку к фильму «На Западном фронте без перемен» получил премии BAFTA и «Оскар».

## Дискография
- Substantial (2004)
- The prepared piano (2005) (англ. Подготовленное фортепиано)
- What a Day (сингл) (2006)
- Room to Expand (2007)
- Versions of Prepared Piano (2007)
- Ferndorf (2008) (нем. Далёкая деревня)
- Snowflakes and Carwrecks (2008) (англ. Снежинки и Автокатастрофы)
- Small Pieces (2009)
- Foreign Landscapes (2010)
- Salon Des Amateurs (2011)
- Pan Tone (с Гильдур Гуднадотир) (2011)
- Youyoume (2011)
- Unbestimmt (2011)
- Silfra (с Хилари Хэн) (2012)
- Salon Des Amateurs Remix Album (2012)
- Abandoned City (2014)